# Oldenlandia paludosa
Oldenlandia paludosa är en måreväxtart som beskrevs av Kurt Krause. Oldenlandia paludosa ingår i släktet Oldenlandia och familjen måreväxter. Inga underarter finns listade i Catalogue of Life.